# Костіна Ганна Вадимівна
Ганна Вадимівна Костіна (нар. 17 квітня 1993, Україна) — російська футболістка українського походження, нападниця.

## Кар'єра гравчині
Народилася в Україні, але згодом переїхала до Москви, де окрім футболу протягом шести років займалася боротьбою.
Розпочала кар'єру у 17-річному віці в «Чертаново». З серпня 2014 року до 2015 року грала в клубі «Зоркий», у складі якого стала срібною медалісткою чемпіонату Росії в сезоні 2014 року. За результатами чемпіонату команда здобула право на участь у кваліфікаційних матчах Ліги чемпіонів, під час матчів із мадридським «Атлетіко» залишилася на лаві запасних. У 2016 році перейшла до «Астани». Також виступала за пляжні клуби «Русбалт» та РДСУ.
У збірній Росії з футболу зіграла один матч — 8 квітня 2015 року у поєдинку проти Південної Кореї вийшла на заміну на 53-й хвилині замість Катерини Пантюхіної.

## Особисте життя
У 2018 році взяла участь у третьому сезоні реаліті-шоу «Пацанки» та посіла 2-е місце.